# 池田温
池田 温（いけだ おん、1931年12月10日 - 2023年12月11日）は、日本の東洋史学者。専攻は、中国古代・中世史。東京大学名誉教授。

## 経歴
出生から修学期
1931年、静岡県で生まれた。1950年、東京大学文学部に入学。東洋史学科で学び、1954年に卒業論文『楊堅の出自』を提出して卒業。同大学大学院に進学し、西嶋定生、山本達郎に師事した。修士課程を修士論文『唐代均田制の一考察：その施行の実態を中心として』を提出して修了。1961年に博士課程を中退。
東洋史研究者として
1961年11月、東京大学文学部助手に採用された。1964年、北海道大学文学部助教授に就いた。1971年より東京大学東洋文化研究所助教授となり、1976年に教授昇格。1990年に第26代所長となった。
1992年に東京大学を定年退任し名誉教授。北京日本学研究センター教授を経て、1993年より創価大学教授。2007年に創価大学を退任した。また2005年から2009年まで第9代東方学会会長を務めた。
2023年、老衰のため死去。

## 受賞・栄典
- 1983年：「中国古代籍帳研究」で学士院賞を受賞。

## 研究内容・業績
2019年の令和改元における候補案受嘱者の一人とされる。

## 家族・親族
- 祖父：池田菊苗は化学者。
- 父：池田醇一は中国研究家、味の素嘱託、日中友好協会会員。
- 岳父：倉石武四郎は中国文学研究者。

## 著作

### 著書
- 『東アジアの文化交流史』吉川弘文館 2002
- 『敦煌文書の世界』名著刊行会「歴史学叢書」 2003
- 『唐史論攷 氏族制と均田制』汲古書院「汲古叢書」 2014

### 編著書
- 『中国古代籍帳研究 概観・録文』東京大学出版会 1979
- 『講座敦煌 3 敦煌の社会』責任編集、大東出版社 1980
- 『講座敦煌 5 敦煌漢文文献』責任編集、大東出版社 1992
- 『中国礼法と日本律令制』編、東方書店 1992
- 『唐と日本 古代を考える』編、吉川弘文館 1992
- 『唐令拾遺補』仁井田陞共著、編者代表、東京大学出版会 1997
- 『法律制度 日中文化交流史叢書 第2巻』劉俊文共編、大修館書店 1997
- 『日中律令制の諸相』編、東方書店 2002
- 『日本古代史を学ぶための漢文入門』編、吉川弘文館 2006

## 参考資料
- 「追悼 池田温先生」大津透『東方学』第148号、東方学会, 2024年7月。117-119頁.
- 「池田溫先生を偲ぶ」東野治之『東方学』同上。112-114頁.
- 「元會長池田温さんを偲びて」礪波護『東方学』同上。110-112頁.[8]